# Basiliscus vittatus
O basilisco marrom (Basiliscus vittatus) é uma espécie de lagarto nativo da América Central, e posteriormente introduzido da região da Flórida. Assim como os outros lagartos do gênero Basiliscus, eles possuem a curiosa habilidade de correr sobre a água sem afundar.

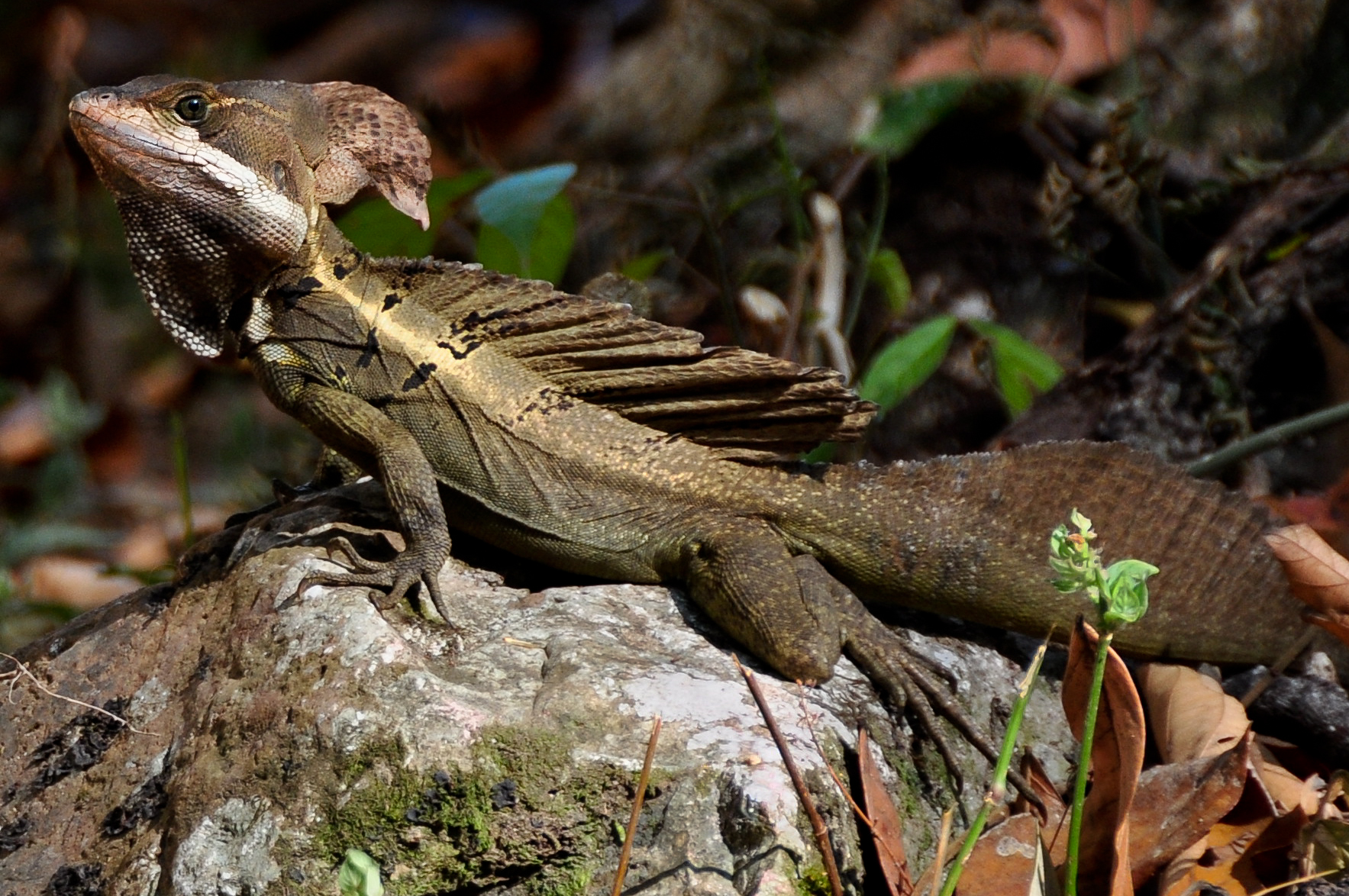
Costa Rica